# 熊国鸣
熊国鸣（1974年—），上海人，中国前男子游泳运动员。他曾在1994年亚洲运动会上获得4金2银，但被查出服用兴奋剂而被取消成绩并禁赛2年。之后在1998年亚洲运动会上获得200米个人混合泳金牌。1999年被检出服瘦肉精被第二次禁赛。